# Leslie Djhone
Leslie Djhone, född den 18 mars 1981 i Abidjan, Elfenbenskusten är en fransk friidrottare som tävlar i kortdistanslöpning.
Djhone började sin karriär som längdhoppare och deltog vid junior-VM 1998 där han emellertid blev utslagen i kvalet. Som löpare blev hans första stora merit att han ingick i det franska stafettlag på 4 x 400 meter som blev bronsmedljörer vid EM 2002. 
Han deltog även vid VM 2003 då han var i final på 400 meter och slutade då femma på tiden 44.83. Tillsammans med Marc Raquil, Naman Keïta och Stephane Diagana blev han guldmedaljör på 4 x 400 meter. Ursprungligen slutade laget på en silverplats men USA, som vann, blev sedermera av med sin guldmedalj sedan Calvin Harrison åkt fast för doping. 
Vid Olympiska sommarspelen 2004 var han åter finalist på 400 meter, denna gång blev han sjua på tiden 44,94. Han ingick även i det franska stafettlag på 4 x 400 meter som blev utslagna redan i försöken.
VM 2005 blev en besvikelse då han blev utslagen redan i försöken på 400 meter. Han var även med i stafettlaget som slutade på en sjätte plats. Vid EM 2006 blev han bronsmedaljör på 400 meter på tiden 45,40. Vidare blev han tillsammans med Idrissa M'Barke, Keïta och Raquil guldmedaljörer på 4 x 400 meter. 
Även vid VM 2007 var han finalist på 400 meter, denna gång räckte hans 44,59 till en femte plats. Vid Olympiska sommarspelen 2008 blev han åter femma denna gång på tiden 45,11. 

## Personbästa
- 100 meter - 10,55 (2003)
- 200 meter - 20,67 (2004)
- 400 meter - 44,46 (2007)
- Längdhopp - 7,92 (1999)